# Gustaf Josefsson (Reinsell)
Karl Gustaf Ragnvald Josefsson (Reinsell), född 16 februari 1916 i Stockholm, Sverige, död 16 april 1983 i Enskede, var en svensk fotbollsspelare som gjorde 10 landskamper och var uttagen i den svenska truppen till OS 1936. Här spelade han i matchen mot Japan som medförde ett av svensk fotbolls största bakslag i och med den oväntade 3-2-förlusten. Resultatet innebar att OS var över för Sveriges del - efter en spelad match.
Josefsson, som under större delen av sin klubbkarriär tillhörde AIK där han också blev svensk mästare säsongen 1936/37, spelade under åren 1936-37 sammanlagt 10 landskamper på vilka han gjorde tre mål.

## Meriter

### I landslag
Sverige
- Uttagen till OS (1): 1936
- 10 landskamper, 3 mål

### I klubblag
AIK
- Svensk mästare (1): 1936/37

### Individuellt
- Mottagare av Stora grabbars märke, 1937

### Webbsidor
- Gustaf Josefsson (Reinsell) på Sveriges Olympiska Kommittés webbplats
- Profil på sports-reference.com
- Lista på landskamper, svenskfotboll.se, läst 2013 02 20